# Sơn Đoòng

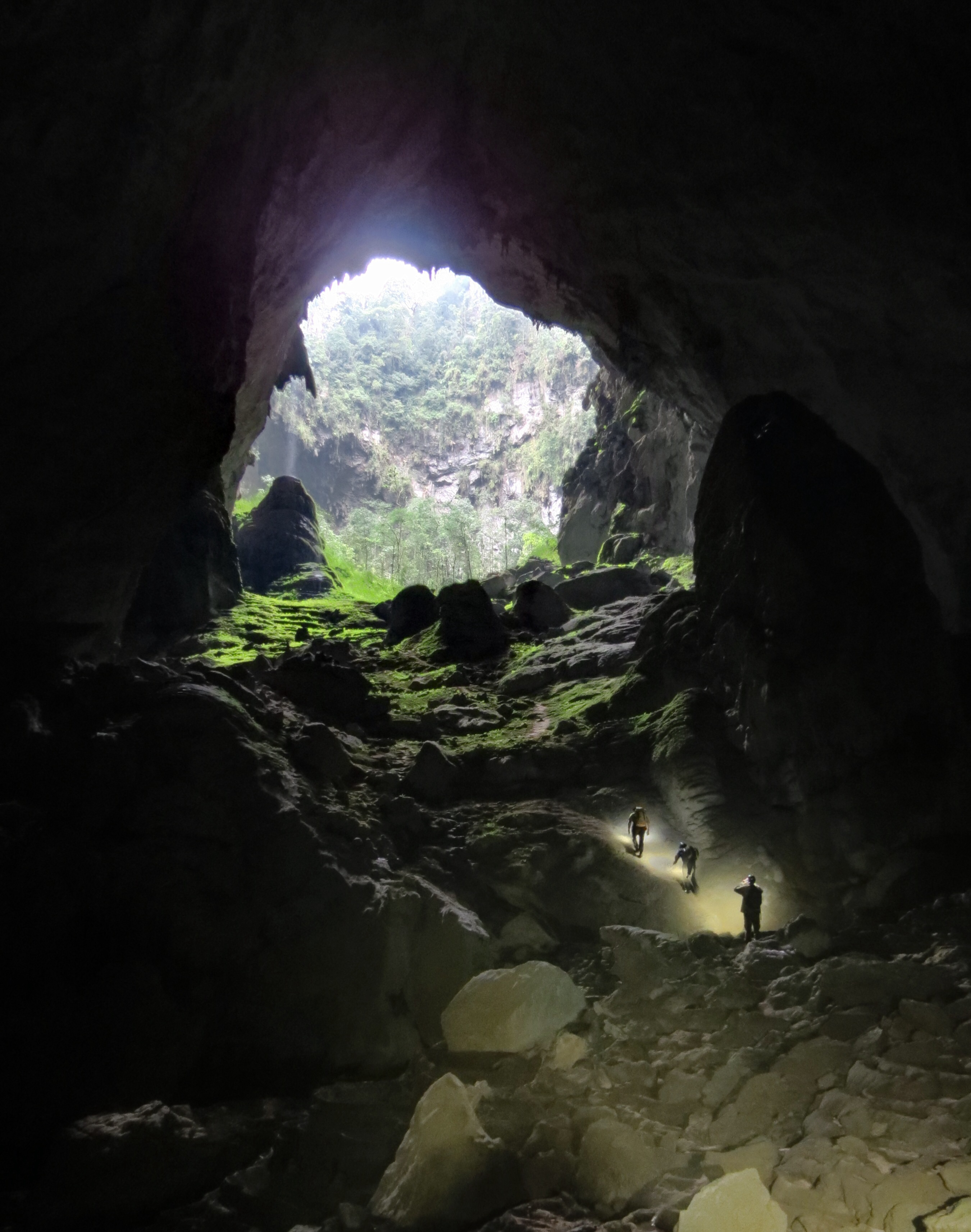
Gruta de Son Doong

La cova Sơn Đoòng (Hang Sơn Đoòng) és una cova situada al Parc Nacional de Phong Nha – Kẻ Bàng, a la Província de Quảng Bình (Vietnam central). És la cova coneguda més gran del món. Fa més de 6,5 km de llargada i arriba als 200 m d'alçària i als 150 m d'amplada. A dins hi ha un riu subterrani. Fou explorada per primera vegada els dies 10 a 14 d'abril del 2009 per un grup de la British Cave Research Association liderat per Howard i Deb Limbert.

## El descobriment
A l'abril de 2009, va ser revelada al públic l'existència d'una llarga caverna de 6,5 km al Parc nacional Phong Nha-Kẻ Bàng, amb una amplària preliminar de 150 m.
La Gruta de Sơn Đoòng, al Vietnam, va ser trobada al febrer de 2009 quan un grup de científics britànics de l'Associació Britànica de Recerca de Cavernes, dirigida pel matrimoni Howard i Limbert Deb, realitzava una enquesta a Phong Nha-Ke Bang del 10 al 14 d'abril de 2009. Un home local havia descobert la caverna el 1991, però no podia recordar la manera d'arribar-hi. A finals de març al 14 d'abril de 2009, va ajudar els exploradors a creuar el pas del bosc de 10 quilòmetres per accedir a la boca de caverna.
Anys abans, el 1991, un pastor de la zona la va trobar, però, temorós de l'estranya xiulada que provenia de les seves entranyes, va guardar en secret la seva localització. Havia estat utilitzada amb anterioritat com a refugi dels bombardejos en la famosa Guerra del Vietnam. La primera expedició per desentranyar els seus secrets es va realitzar el 2009 per part del matrimoni Howard i Deb Limbert que, no obstant això, es van topar amb una enorme paret de calcita que els va impedir continuar el seu camí. Un hisendat local, que coneixia l'entrada, va conduir als equips britànics i alemanys fins al seu interior. Segons els espeleòlegs, la cova és difícil de trobar, ja que està completament coberta de vegetació.
National Geographic va enviar després a un equip per tal de cartografiar la cova el 2010 i el fotògraf Carsten Peter va aconseguir magnífiques fotos que van sortir a la llum el gener de 2011.

## Dimensions
Aquesta gruta, que forma part de les 20 noves cavitats identificades pel grup d'exploradors britànics, es va declarar la més gran del món. En total són 150 coves al Parc nacional Phong Nha-Ke Bang, a uns 500 quilòmetres de la capital, Hanoi.
En principi, els espeleòlegs britànics van assegurar que la cova tenia només 150 metres de llarg i 91 d'ample, però les noves expedicions mostren que l'espai té almenys 4,5 quilòmetres i arriba als 140 metres d'altura en algunes parts. Durant les expedicions, els equips van trobar estalagmites de més de 70 metres d'altura. La sala més gran de Sơn Đoòng és de més de cinc quilòmetres de longitud, 200 metres d'alt i 150 metres d'amplària.
Amb aquestes dimensions enormes, Sơn Đoòng supera a la caverna Deer del parc nacional del Gunung Mulu a Malàisia prenent així el títol de la caverna més gran del món. El riu subterrani que flueix en la caverna va descoratjar als exploradors d'anar més lluny, van poder solament considerar la longitud de la caverna utilitzant la llum de les llanternes. S'efectuaran encara més exploracions en un futur proper. A causa de la dificultat de la travessia en la caverna així com condicions perilloses en la cova, la caverna s'obrirà solament a científics en un futur proper.